# Americká gotika
Americká gotika je obraz Granta Wooda z roku 1930. Nachází se ve sbírce Institutu umění v Chicagu. Wood byl inspirován k namalování obrazu konkrétním domem v Eldonu v Iowě zvaným Dibble House a postaveným v architektonickém stylu Carpenterské gotiky. Osoby před domem namaloval jako „druh lidí, jaký by v tomto domě měl žít“. Jde o farmáře stojícího vedle své dcery – často mylně považované za jeho manželku (že jde o dceru je doloženo ve Woodově korespondenci). Modelem malíři byla jeho sestra Nan Woodová Grahamová a jeho zubař Byron McKeeby. Americká gotika je jedním z nejznámějších obrazů amerického umění 20. století.
Název obrazu nese ironický nádech. Woodův životopisec Darrell Garwood k tomu uvedl, že Wood měl z domu legraci a považoval "za formu domýšlivosti a strukturální absurdity umístit okno v gotickém stylu do tak chatrného dřevěného domu“. Obraz také brzy vzbudil kontroverzi, když byl 7. listopadu 1930 přetisknut v Cedar Rapids Gazette. Iowané byli pobouřeni tím, že jsou zobrazeni jako suchopární puritáni. Wood na to reagoval omluvnými slovy, že nejde o karikaturu Iowanů, ale spíše o jejich uznání. „Musel jsem jet do Francie, abych ocenil Iowu,“ dodal k tomu. Také první umělečtí kritici (například Gertrude Steinová a Christopher Morley) obraz nejprve hodnotili jako výsměch americkému venkovu. Avšak vnímání obrazu se proměnilo se sílící hospodářskou krizí, kdy náhle začal být vnímán jako zobrazení neochvějného amerického pionýrského ducha. Wood tuto novou interpretaci podporoval, což souviselo i s jeho uměleckým vývojem a spojením s regionalismem středozápadních malířů, kteří se začali bouřit proti dominanci uměleckých kruhů východního pobřeží. Wood se z těchto důvodů začal prezentovat jako vesnický člověk a proslul pak výroky jako: „Všechny dobré nápady, které jsem kdy měl, ke mně přišly, když jsem dojil krávu.“ Později se objevily i jiné interpretace, například mytologické, související především s vidlemi, které připomínají trojzubec, jejž nosil strážce pekelné brány Pluto - stejně pojmenovaná planeta byla navíc objevena v roce namalování obrazu a podle některých interpretů je i zobrazena na korouhvi na střeše domu. Žena v této interpretaci představuje Persefonu.
Obraz je parodován například v epizodě Simpsonových „Bart dostane slona“. Obraz se objevuje též ve znělce seriálu Zoufalé manželky.